# Parachernes argentatopunctatus
Parachernes argentatopunctatus är en spindeldjursart som först beskrevs av Edvard Ellingsen 1910.  Parachernes argentatopunctatus ingår i släktet Parachernes och familjen blindklokrypare. Inga underarter finns listade i Catalogue of Life.